# Robin Reitsma
Robin Reitsma (* 8. April 1992 in Den Haag) ist ein niederländischer Musicaldarsteller.

## Biografie
Robin Reitsma wurde in Den Haag geboren. Bereits als Jugendlicher war er Mitglied verschiedener Musical- und Theatergruppen in den Niederlanden und ließ sich dort umfangreich im Fach Musical ausbilden.
Erste Bühnenerfahrungen sammelte er u. a. in Musicals wie Hairspray oder Spring Awakening. Für die Rolle des Melchior Gabor in Spring Awakening wurde er 2016 mit dem Pia Douwes Special Talent Award ausgezeichnet. Zusätzlich nahm Reitsma Gesangsunterricht bei Edward Hoepelman und Noelle Turner und absolvierte Masterclasses bei Pia Douwes und Celinde Schoenmaker.

## Musical
Im Jahr 2016 begann Robin Reitsma in den Niederlanden seine professionelle Bühnenkarriere als Musicaldarsteller im Erfolgsmusical Soldaat van Oranje als Zweitbesetzung für Erik Hazelhoff und Anton Rover. Er verließ sein Heimatland 2018 für sein erstes Engagement im deutschsprachigen Raum als Strat in Bat Out Of Hell in Oberhausen. Danach blieb er im rockigen Genre für Rock of Ages in der Schweiz, wo er die Hauptrolle des Drew Boley verkörperte. 2022 sprang er als Jeff Bowen in [titel der show] im WERK7 Theater in München ein. Mit der Wiederaufnahme von Dracula in der Rolle von Arthur Holmwood startete er, unter Regie von Alex Balga, im Deutschen Theater München, durch. Ab Februar 2023 übernahm Robin Reitsma die Rolle des Sky im Erfolgsmusical MAMMA MIA! im Stage Theater Neue Flora in Hamburg.

## Konzerte und Fernsehen
Neben seinen Bühnenengagements ist Robin Reitsma regelmäßig in Konzertformaten wie MusicalDeluxe, Merry Musical und MUSICAL REVOLUTION zu sehen. Im Jahr 2021 hatte er sein TV-Debüt als Maik in Der Eierwurf von Halle, ein Musical-Special von ZDF Magazin Royale, u. a. mit Mark Seibert, Angelika Milster, Sebastian Krumbiegel und Jan Böhmermann.

## Engagements
- 2016–2018: Soldaat van Oranje de Musical / Rolle: Cover Erik Hazelhoff Roelfzema und Anton Rover / Theaterhangaar (Valkenburg)
- 2018–2019: Bat out of Hell das Musical / Rolle: Strat / Stage Metronom Theater (Oberhausen)
- 2019–2020: Rock of Ages / Rolle: Drew Boley / Le Théâtre (Emmenbrücke)
- 2022: [titel der show] / Rolle: Jeff Bowen / WERK7 Theater (München)
- 2022: Dracula / Rolle: Arthur Holmwood / Deutsches Theater (München)
- 2023: Mamma Mia / Rolle: Sky / Stage Theater Neue Flora (Hamburg)
- 11/2023–11/24: Tarzan / Rolle: Tarzan (Alternierend) / Stage Palladium Theater (Stuttgart)
- 2024: Flashdance / Rolle: Nick Hurley / Deutschland Tour
- 2025: Elisabeth – Das Musical / Rolle: Luigi Lucheni / Deutschland Tour

## Auszeichnungen
- Amateur Musical Awards (Niederlande)
  - 2016 – Pia Douwes Special Talent Award (für seine Rolle als Melchior Gabor in Spring Awakening)